# Zawierz
Zawierz [ˈzavjɛʂ] (tiếng Đức: Zagern tiếng Đức: Zagern)  là một ngôi làng ở quận hành chính của Gmina Braniewo, trong huyện Braniewski, Warmińsko-Mazurskie, ở miền bắc Ba Lan, gần biên giới với Kaliningrad của Nga. Nó nằm khoảng 3 kilômét (2 mi)   phía nam Braniewo và 77 km (48 mi) phía tây bắc của thủ đô khu vực Olsztyn.
Làng có dân số 73.